# Kanton Die
Kanton Die (fr. Canton de Die) je francouzský kanton v departementu Drôme v regionu Rhône-Alpes. Skládá se z 15 obcí.

## Obce kantonu
- Aix-en-Diois
- Barsac
- Chamaloc
- Die
- Laval-d'Aix
- Marignac-en-Diois
- Molières-Glandaz
- Montmaur-en-Diois
- Ponet-et-Saint-Auban
- Pontaix
- Romeyer
- Saint-Andéol
- Sainte-Croix
- Saint-Julien-en-Quint
- Vachères-en-Quint